# Вальдбрель
Вальдбрель (нім. Waldbröl) — громада в Німеччині, знаходиться в землі Північний Рейн-Вестфалія. Підпорядковується адміністративному округу Кельн. Входить до складу району Обербергішер.
Площа — 63,02 км2. Населення становить 19 599 ос. (станом на 31 грудня 2020).